# Romana Didulo
Romana Didulo, née aux Philippines dans les années 1960 ou au début des années 1970, est une conspirationniste canadienne liée au mouvement QAnon. Elle affirme être reine du Canada et est connue pour son opposition à la vaccination contre la Covid-19 et pour avoir incité à la violence physique contre le personnel qui vaccine.

## Biographie
Romana Didulo serait née dans les années 1960 ou au début des années 1970. Elle émigre des Philippines au Canada alors qu'elle est jeune.
Didulo a lancé plusieurs entreprises, qui ont toutes échoué, avant de se tourner vers les théories conspirationnistes en ligne,,.
Elle affirme qu'Élisabeth II a été exécutée pour crimes contre l'humanité.
Romana Didulo se déclare « reine du Canada »,, croyant être titulaire de ce poste parce que des personnalités de QAnon ont déclaré qu'elle était la chef du « Grand Nord Blanc »,.
Elle a notamment déclaré la ville de Victoria (où elle habite) la nouvelle capitale du Canada. Elle a décrété que toute diffamation d'elle-même et de son statut royal aurait pour conséquence trente ans de prison. Elle maintient en outre que des extraterrestres ont visité la Terre il y a trois cent mille ans et qu'elle n'existe pas dans le monde tridimensionnel.
En juin 2021, elle invite ses partisans à remplir des mises en demeure fictives contre des pharmacies, « des postes de police et des fournisseurs de soins de santé » pour qu'ils cessent de combattre la pandémie de Covid-19 au Canada. C'est ainsi que des centaines de personnes ont fait parvenir ce document en personne à ces différentes entités.
En 2021, via Telegram (où elle est suivie par environ 70 000 personnes), elle incite ses partisans à agresser le personnel soignant qui vaccine des personnes contre la Covid-19. Elle va jusqu'à proposer de tuer les personnalités politiques qui soutiennent la vaccination.
À la fin de novembre 2021, elle est arrêtée par des membres de la Gendarmerie royale du Canada (GRC), qui effectuent également une perquisition à son domicile en Colombie-Britannique. Elle subit une évaluation psychiatrique.
Elle a rejoint le Convoi de la liberté, qui s'est massé à Ottawa de la fin janvier 2022 à la fin février 2022. Lorsqu'elle a tenté de brûler le drapeau du Canada, elle a été l'objet de réactions hostiles.
Le 13 août 2022, une trentaine de partisans de Didulo tentent de s'introduire dans le poste de police de Peterborough en Ontario dans le but de capturer les policiers, affirmant vouloir effectuer une arrestation citoyenne. Didulo n'y participe pas, préférant s'adresser aux gens depuis un véhicule stationné à proximité. Les forces militaires que Didulo a prétendu faire venir pour s'occuper des prisonniers ne se sont jamais présentées. Une confrontation avec les policiers a mené à l'arrestation de quatre partisans,,,.
En 2022, Didulo voyage régulièrement au Canada avec un petit contingent de partisans. Des gens lui donnent de l'argent pour soutenir ses voyages. Selon des personnes qui ont participé à ses voyages, elle se montre autoritaire et abusive envers les membres de son équipe ; des experts mentionnent que ces comportements sont caractéristiques d'une personne qui fait l'objet d'un culte. Quelques anciens partisans ont formé un groupe qui suit les activités de Didulo, prévenant les communautés où elle prévoit se rendre.
En 2022, Didulo n'est pas soutenue par l'ensemble du mouvement QAnon. Des influenceurs prétendent qu'elle serait une agente gouvernementale ayant pour mission de discréditer le mouvement. Elle réplique en menaçant ses opposants d'être exécutés.
En septembre 2023, elle et un groupe de partisans s'installent dans une ancienne école dans un village de la Saskatchewan au Canada. La GRC surveille leurs activités à la suite de menaces envers les habitants du village où ils sont installés. En novembre 2023, le groupe quitte l'école pour un autre endroit à proximité.

## Emprunts supposés à la théosophie
Didulo expose régulièrement une vue du monde qui emprunte des éléments et des symboles du mouvement théosophique d'Helena Blavatsky et d'autres groupes se réclamant de la théosophie, tels ceux de Guy Ballard (en) et de son épouse Edna Anne Wheeler Ballard (en) (fondateurs de « I AM organization », que l'on peut traduire par « Organisation JE SUIS ») et d'Elizabeth Clare Prophet (en) (fondatrice de la Church Universal and Triumphant). Même si Didulo n'a jamais confirmé ces influences, deux chercheurs en religion ont argué « qu'il est dfficile de croire que les parallèles entre son mouvement et ceux du passé sont purement accidentels ». Quelques partisans semblent au courant de la filiation ésotérique, invoquant à l'occasion des concepts avancés par ces groupes quand ils discutent de Didulo.
Didulo émet des décrets qui émaneraient soi-disant de maîtres, comme le faisaient les dirigeants du I AM movement, et des requêtes qui proviendraient de suppliants pour payer les factures et obtenir des grâces. Les décrets sont aussi utilisés par des dirigeants de Church Universal and Triumphant, mais de façon plus directes et plus dures, qui semblent avoir inspiré Didulo à exiger de façon plus belliqueuse.
La flamme violette était un symbole régulièrement utilisé par Guy et Edna, qu'ils appelaient les « flammes jumelles » (twin flames), une expression que reprend à l'occasion Didulo. Ses références au domaine ethérique sont probablement empruntés des Ballard.